# DCD2レコード
DCD2レコード（DCD2 Records）は、アメリカ合衆国ニューヨークのインディー・レコードレーベルである。主に20代が中心のポップ・パンクやパワー・ポップ系バンドが所属している。2005年にフォール・アウト・ボーイのベーシスト、ピート・ウェンツによってディケイダンス・レコード（Decaydance Records）設立された。元はフュエルド・バイ・ラーメン（FBR）系列のレーベルであったが、現在は独立している。日本盤はワーナーミュージック・ジャパン（フォール・アウト・ボーイのみユニバーサルミュージック）から発売。
2014年6月、レーベル名を「DCD2レコード」に改称したことを発表。

## 所属アーティスト
- Carr
- デイジー・グレナード
- フォール・アウト・ボーイ
- Games We Play
- パニック!アット・ザ・ディスコ
- ヴィエンナ・ヴィエンナ
- ナッシング・ノーホェア
- ジ・アカデミー・イズ
- クイントン・グリッグス

### 過去に所属していたアーティスト
- ブラック・カーズ（解散）
- ザ・キャブ（リパブリック・レコードへ移籍）
- キャサディー・ポープ（Awake Musicへ移籍）
- チャーリー・マーリー
- コブラ・スターシップ（解散）
- キュート・イズ・ワット・ウィ・エイム・フォー（ヴェロシティ・レコードへ移籍）
- ダグ
- ジム・クラス・ヒーローズ（活動休止中）
- フォー・イヤー・ストロング（ピュア・ノイズ・レコードへ移籍）
- ヘイ・マンデー（解散）
- ザ・ハッシュ・サウンド
- ライフタイム（ノー・アイデア・レコードへ移籍）
- L.I.F.T（活動休止中）
- Lolo（クラッシュ/アトランティック・レコードへ移籍）
- MAX（RED Musicへ移籍）
- ミリオネアズ[3]（活動休止中）
- ニュー・ポリティックス（RCAレコードへ移籍）
- オクトーバー・フォール（解散）
- トラヴィー・マッコイ（ホープレス・レコードへ移籍）
- タイガ（ラスト・キングス/エンパイア・ディストリビューションへ移籍）
- ザ・レディ・セット（ホープレス・レコードへ移籍）